# توني هيرمان
توني هيرمان (بالإنجليزية: Tony Herman)‏ هو لاعب دوري الرغبي أسترالي، ولد في 18 أغسطس 1967.